# Alhaji Jeng

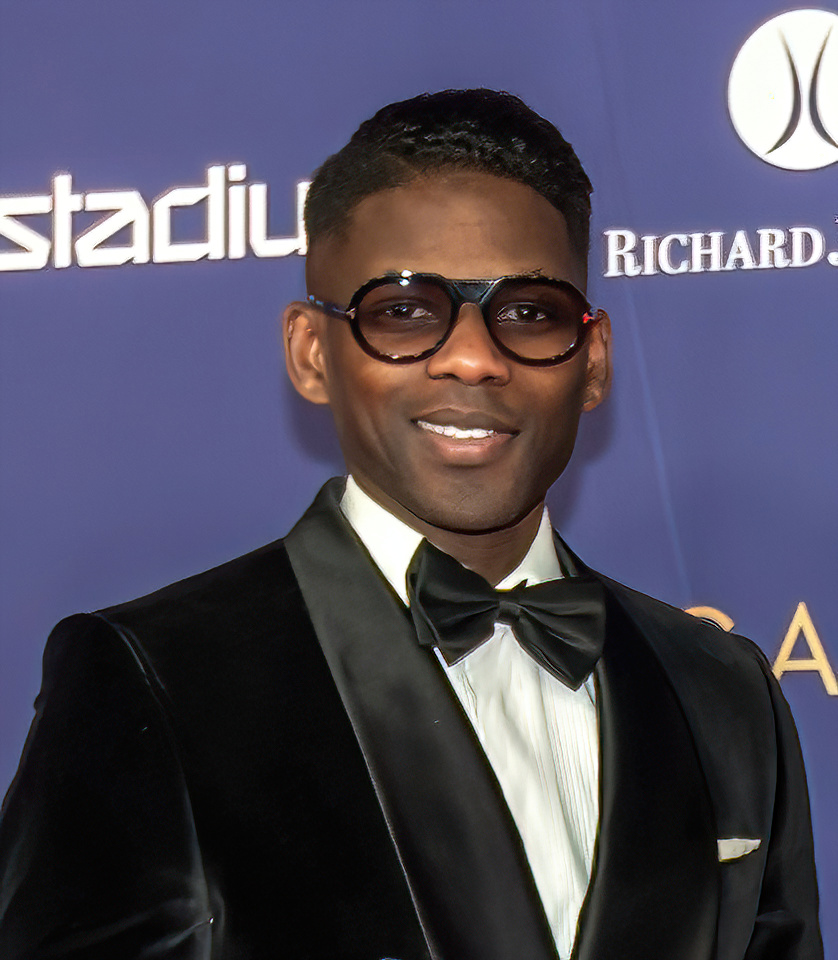
Alhaji Jeng, 2023

Alhaji Jeng (* 13. Dezember 1981 in Banjul, Gambia) ist ein schwedischer Stabhochspringer.
Als er drei Monate alt war, kam er von seinem Geburtsort in Gambia nach Schweden, behielt jedoch bis zu seinem 18. Lebensjahr die Staatsangehörigkeit seines Geburtslandes. Am 31. Dezember 1999 bekam er die schwedische Staatsbürgerschaft.

## Daten
- Größe: 1,86 m
- Gewicht: 72 kg
- Verein: Örgryte IS (Schweden)

## Leistungsentwicklung und Bestleistungen
- 1999 5,30 m
  - Nationaler Rekord (Gambia)
- 2000 5,40 m
- 2001 5,49 m
- 2002 5,40 m
- 2003 5,34 m
  - Hallensiebenkampf: 5668 Punkte (Persönliche Bestleistung)
- 2004 5,61 m
- 2005 5,65 m
- 2006 5,80 m
  - Persönliche Bestleistung
  - Nationaler Rekord (Schweden)
- 2009 5,81 m (Halle)
  - Persönliche Bestleistung
  - Nationaler Rekord (Schweden)

## Erfolge
Alhaji Jeng gewann bei den Hallenweltmeisterschaften 2006 in Moskau die Silbermedaille (5,70 m).
2005 und 2006 war er jeweils in der Halle und im Freien schwedischer Meister im Stabhochsprung, 2003 gewann er die schwedischen U23-Hallenmeisterschaften im Siebenkampf, wo er eine persönliche Bestleistung aufstellte.
Bei den Europameisterschaften in der Halle 2005 belegte er genau wie bei den Juniorenweltmeisterschaften 2000 Platz 8. 2009 stellte er mit 5,81 Metern einen schwedischen Hallenrekord auf der am 11. März 2017 von Armand Duplantis mit 5,82 Metern überboten wurde.